# Haplophaedia
Haplophaedia  (pluimbroekjes) is een geslacht van vogels uit de familie kolibries (Trochilidae) en de geslachtengroep Heliantheini (briljantkolibries). Samen met de soorten uit het geslacht Eriocnemis worden deze vogels pluimbroekjes genoemd. De naam pluimbroekje is ontleend aan de met lichte donsveren bedekte poten. De vogels komen op in vochtige montane bossen in het noorden van de Andes. 

## Soorten
Het geslacht kent de volgende soorten:
- Haplophaedia assimilis  – Vaaldijpluimbroekje
- Haplophaedia aureliae  – Aureliapluimbroekje
- Haplophaedia lugens  – Geschubd pluimbroekje